# City of Moreland
City of Moreland – obszar samorządu lokalnego (ang. local government area), położony w obrębie aglomeracji Melbourne. Powstała w 1994 roku z połączenia trzech inny jednostek samorządowych tj. Brunswick, Coburg oraz z południowej części Broadmeadows. Obszar ten zamieszkuje 142 325 osób (dane z 2006).

## Dzielnice
- Brunswick
- Brunswick East
- Brunswick West
- Coburg
- Coburg North
- Fawkner
- Fitzroy North
- Glenroy
- Gowanbrae
- Moreland
- Oak Park
- Pascoe Vale
- Pascoe Vale South

## Miasta Partnerskie
- Xianyang, Shaanxi.
- Solarino.